# Éric Massot
 (avril 2017).
Si vous disposez d'ouvrages ou d'articles de référence ou si vous connaissez des sites web de qualité traitant du thème abordé ici, merci de compléter l'article en donnant les références utiles à sa vérifiabilité et en les liant à la section « Notes et références ».
Pour les articles homonymes, voir Massot.
Éric Massot, né en 1965 à Noisy-le-Sec, est un comédien, humoriste, scénariste et musicien français.

## Formation
Après une carrière de cuisinier, il entre à l'école Florent où il suit les cours d'Isabelle Nanty et fait ses débuts avec la bande des Robins des Bois, dont il gardera l'influence dans ses premiers sketches[réf. nécessaire].

## Le duo Urbain/Massot
Il commence à jouer avec Philippe Urbain dans Salut Bedos, puis ils montent un duo au café-théâtre du Carré blanc à Paris où il créera ses premiers personnages (Francis le choriste, la poule de Loué, le pépé...)[réf. nécessaire].

## Les Nous Ç Nous
La troupe du Carré blanc est remarquée par Patrick Sébastien, cinq d'entre eux dont Éric vont jouer à la télé dans la bande Nous Ç Nous (nom inspiré d'une des chansons du carré blanc). Il y joue principalement des seconds rôles basés sur les déguisements, dont des imitations d’Eddie Barclay, Maître Yoda, Françoise Sagan, José Bové, Arlette Laguiller, Laurent Ruquier, Joe Pesci, Geneviève de Fontenay, HR Giger et l'androïde Bishop, Micheline de la Cuisine des mousquetaires, le pokémon Miaouss, etc.[réf. nécessaire]

## Spectacle en solo
Il exécute un one-man show peu connu pour la chaîne Comédie.

## Le duo Massot/Joucla
Durant la saison 2006-2007, il anime la dépêche radiophonique Gonflés à blog avec Emmanuel Joucla, sur la radio Rire & Chansons. Ils écrivent et jouent des sketches pour l'émission 20 h 10 pétantes de Stéphane Bern. Ils ont également joué trois spectacles de two-men-show. Ils animent des soirées sketch et musique au café-théâtre parisien La Chappelle des Lombards.[réf. nécessaire]
En 2016 ils jouent les rôles principaux dans le court-métrage "Ticket Gagnant" de Julien de Almeida. Eric joue aussi dans la pièce "monsieur nounou" depuis 2016.[réf. nécessaire]

## Les after week-end
En 2017, avec Manu Joucla et les Noise Family, ils créent un spectacle qui mêle musique et sketches. Parmi les invités on y retrouvera les anciens de la bande des nous c nous.

## Les sketches dans lesquels il a joués
- Duo Urbain/Massot : sketches au théâtre du carré blanc
- Nous c nous:  présent dans presque tous les sketchs
- Duo avec Joucla : trois spectacles (Éric et Manu, Éric et Manu s'engagent, Massot Joucla)
- 20 h 10 pétantes : divers sketches
- Madame Moisie, prof de français, Madame Moisie dans la nature : deux sketches en solo
- Madame Moisie contre le happy slapping: sketch court sur youtube, en duo avec Joucla

## Personnages récurrents
- Françoise Moisie (écrivaine alcoolique, à l'origine une imitation de Françoise Sagan)
- Francis Smith (un choriste tout nu sous un imperméable)

## Filmographie
- 2001 : J'ai faim !!! de Florence Quentin : le garçon de café
- 2011 : Au bistro du coin de Charles Nemes : le frère du mime quincailler
- 2011 : Hollywoo de Frédéric Berthe et Pascal Serieis : technicien doublage
- 2012 : Les Infidèles d'Emmanuelle Bercot, Fred Cavayé, Alexandre Courtès, Jean Dujardin, Michel Hazanavicius, Éric Lartigau et Gilles Lellouche : serveur
- 2015 : Ticket Gagnant de Julien de Almeida
- 2016 : Brice 3 de James Huth : Eric de Pornic (marin)

### Télévision
- 2011 : Fais pas ci, fais pas ça (saison 4 épisode 7)
- 2014 : Les Mystères de l'amour (saison 8)
- 2022 : L'Amour (presque) parfait de Pascale Pouzadoux :  le serveur
- 2022 : L'Homme de nos vies de Frédéric Berthe : le réceptionniste
- 2023 : Cérémonie d'ouverture de la Coupe du monde de rugby à XV 2023 : le coq
- 2024 : Père Noël à domicile de Manu Joucla : beau-père d'Enzo

## Émissions de télévision
- 1997-1998 : Fiesta animé par Patrick Sébastien
- 1998-2001 : Nous Ç Nous sur France 2, puis France 3 à partir de 2000
- 2003-2004 : 20 h 10 pétantes animé par Stéphane Bern sur Canal+

## Théâtre
- 2017 : Monsieur Nounou de Georges Feydeau, mise en scène Luq Hamet, théâtre Rive Gauche
- 2018 : La croisière ça use, de Emmanuelle Hamett, mis en scène par Luq Hamett, théâtre Edgar
- 2017-2019 : Les after week-end avec Manu Joucla et les Noise Family